# Ekocid

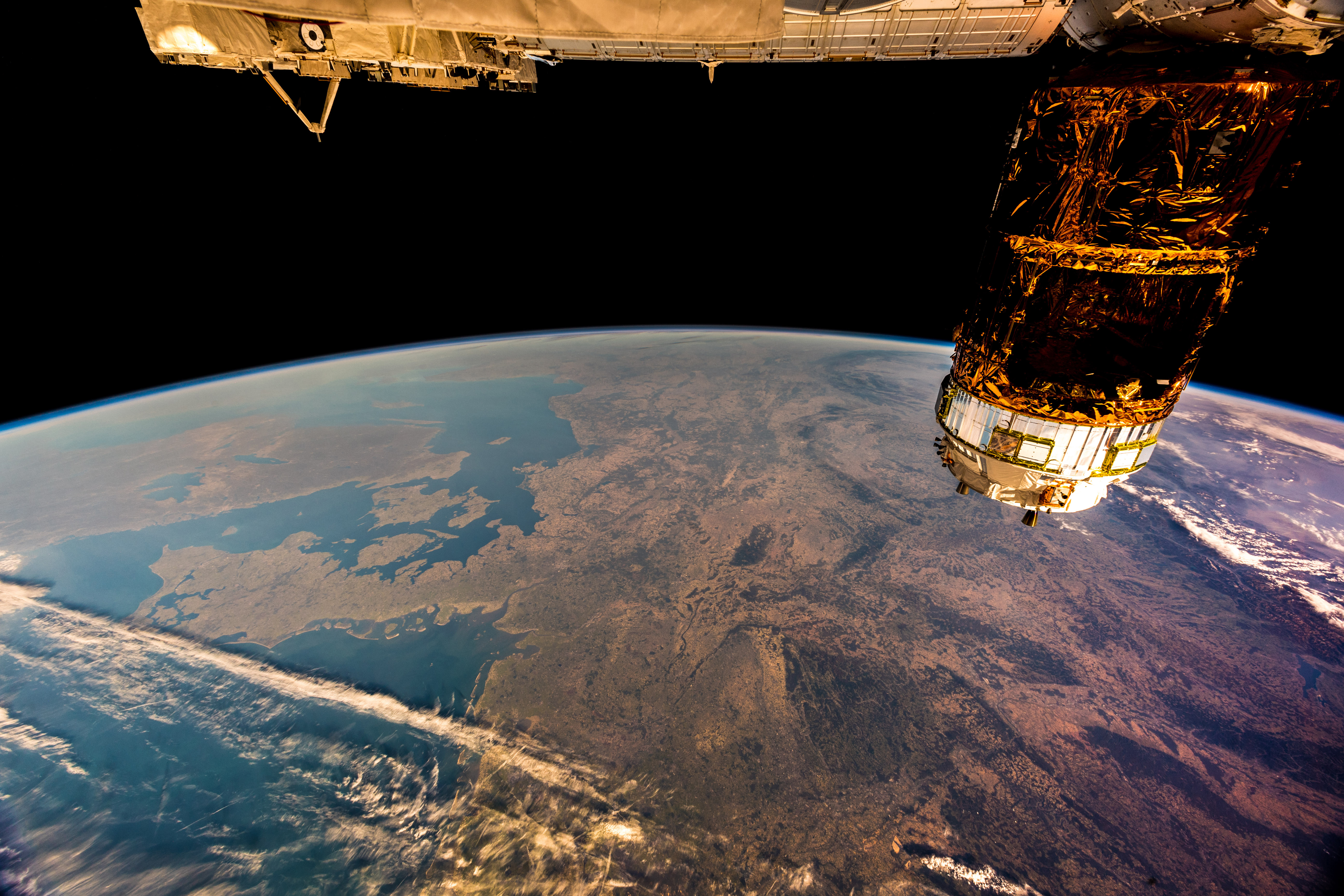
Avskogning i Europa.

Ekocid utgör storskalig miljöförstöring som innebär omfattande skada på, förstörelse eller förlust av ekosystem eller livsmiljöer.
Ekocid föreslås som en internationell brottskategori för att hålla stater och företag juridiskt ansvariga för miljökatastrofer.
Ordet är bildat från forngrekiskans oîkos, (”hus”) och latinets caedere, -cide (”störta”, ”döda”) och kan uttydas som ”döda [vårt] hem”. 

## Exempel
Ekocid erkänns bara som ett brott i ett litet antal länder, men många exempel på miljöförstöring har ändå beskrivits som ekocid av akademiker, journalister, politiker och andra.
Historiska förekomster av ekocid är till exempel uttorkningen av Aralsjön i dåvarande Sovjetunionen och USA:s användning av avlövningsmedlet Agent Orange under Vietnamkriget. 
Aktuella exempel på ekocid är bland annat: 
- Den massiva avverkningen av regnskog i Amazonas.[1]
- Tjärsandsutvinning i Kanada.[2]
- Utfiskning av haven.
- Miljöpåverkan i samband med oljeutvinning.[3]

## Historia
Begreppet ekocid uppstod på 1970-talet efter att USA ödelade miljön i Vietnam genom användning av Agent Orange under Vietnamkriget.
Idén om att införa en internationell lag för att hålla stater och företag ansvariga för miljöbrott har historiskt haft stöd från regeringar. År 1972 använde Olof Palme termen “ekocid” i samband med invigningen av Förenta nationernas konferens om mänsklig miljö i Stockholm.
När Romstadgan upprättades 1998 som grund för Internationella brottmålsdomstolen så ingick inte den av International Law Commission (FN:s Folkrättskommission) föreslagna brottsrubriceringen ekocid. Däremot ingick en skrivning som förklarar svår miljöförstörelse som ett brott i krigstid (Art. 2, bIV): ”Uppsåtligt inledande av angrepp med insikt om att det kommer att leda till spillande av liv eller åsamkande av skada för civila eller civil egendom eller vidsträckta, långvariga och allvarliga skador på den naturliga miljön, vilka kan anses vara klart överdrivna vid jämförelse med den påtagliga och direkta övergripande militära fördel som kan förväntas.”
2010 föreslog den prisbelönta brittiska advokaten Polly Higgins att ekocid skulle läggas till som brott i Romstadgan. Hon föreslog en definition av begreppet ekocid: ”Allvarlig skada på, förstörelse eller förlust av ekosystem i ett angivet område, orsakad av mänsklig handling eller andra omständigheter, i sådan omfattning att fredligt åtnjutande av invånarna i det angivna området kommer att bli eller har blivit avsevärt förminskat.”

## Kriminalisering av ekocid
En växande internationell opinion menar att storskalig miljöförstöring utgör ett brott mot mänskligheten och bör kunna lagföras som sådant. Dock täcks inte ekocid av internationell lagstiftning, handelsavtal och andra överenskommelser eller konventioner. Därför verkar ett antal stater, politiker, organisationer och initiativ, bland andra Stop Ecocide International, för att ekocid ska erkännas som en förbrytelse genom ett tillägg i Romstadgan för att kunna lagföras vid Internationella brottmålsdomstolen i Haag (ICC).
Genom sådan lagstiftning skulle storskalig miljöförstörelse alltså bli ett internationellt brott. Det skulle sätta nya ramar för vilka mänskliga aktiviteter som kan anses moraliskt försvarbara – inom planetens gränser och med respekt för mänskliga rättigheter.
En sådan lag skulle enligt förespråkarna:
- Bidra till rättvis konkurrens på globala marknader genom att skapa tydliga ramar för mänsklig naturpåverkan.[10]
- Bidra till att mildra miljörisker.[10]
- Skapa ett ökat omställningstryck för en cirkulär ekonomi.
- Vara ett tydligt etiskt ställningstagande. Att ta ställning för en ekocidlag är att erkänna att människan har ett moraliskt ansvar för att bevara naturvärden.

Sveriges regering har inte tagit ställning till frågan om ekocid bör läggas till i Romstadgan.